# 塞达姆
塞达姆（Sedam），是印度卡纳塔克邦Gulbarga县的一个城镇。总人口31529（2001年）。

## 人口
该地2001年总人口31529人，其中男性16127人，女性15402人；0—6岁人口5054人，其中男2589人，女2465人；识字率57.88%，其中男性为65.93%，女性为49.45%。